# Museu Cassoleria d'Àngel Domínguez
El Museu Cassoleria d’Àngel Domínguez de Potries és un museu etnolègic, reconegut com a tal per la Generalitat Valenciana, i amb aquest nom oficial des del seu origen, per la resolució de 23 de maig de 2018.
A més, aquest museu va aconseguir la certificació Q que atorga l'Institut per a la Qualitat Turística Espanyola (ICTE).

## Història
Potries és una localitat amb una gran història terrissera des d'èpoques molt antigues pel terreny on s'ubica.
Però aquesta activitat terrissera va arribar a la fi a finals del segle xx, amb la jubilació d'Ángel Domíngez, últim terrisser artesanal de la població. El 1986 amb 82 anys, va morir l'últim alfafer de Potries, i des de llavors la casa va quedar en desús ja que cap dels seus fills va continuar l'ofici.
Va ser a partir d'aquesta situació d'abandonament de l'última cassoleria de la localitat el que va fer sorgir un desig per part del consistori local per recuperar la història i el llegat d'aquesta activitat tan unida al desenvolupament de Potries.
Aquest edifici seria més tard comprat per l'Ajuntament de Potries i destinat, després de restaurar-lo a la seu del Museu Cassoleria d'Àngel Domínguez.
L'any 1998 l'ajuntament de Potries va aconseguir el reconeixement de la Col·lecció Museogràfica Permanent de Ceràmica de Potries per part de la Generalitat Valenciana.
En aquests primers anys es van dur a terme diferents projectes com la catalogació, l'inventari i la restauració d'objectes, la recuperació de la memòria oral i fotogràfica (inclosa dins del programa "Documenta Potries"). També es van dur a terme la producció d'exposicions temporals, i la posada en marxa de l'exposició permanent, que va permetre l'obertura al públic de la col·lecció.
Entre el 2011 i el 2017 s'inicia el procés de conversió de la col·lecció museogràfica en un museu. La col·lecció museística estava ubicada en un inici a les instal·lacions de la Casa Consistorial, però arribat aquest moment es va decidir rehabilitar l'immoble que havia estat la darrera alfaferia de Potries, redactant el projecte museogràfic, i contractant un professional per a això, l'historiador Albert Vázquez.
Després de la compra de l'edifici l'Ajuntament va realitzar inversions destinades tant a obres, equipaments, personal, col·lecció de materials, com a la difusió o el manteniment de l'immoble, gràcies a subvencions per part del Fons Estatat per a l'Ocupació i la Sostenibilitat Local, ajuts de la Diputació de València i de l'Agència Valenciana de Turisme.
El museu va ser reconegut com a tal l'any 2018.
El museu forma part de la Xarxa de Museus Etnològics Locals de la Diputació de València, coordinats per l'ETNO (Museu Valencià d'Etnologia).
L'any 2021 el museu va rebre el premi Cultura 2021, que reconeix la preservació i promoció del patrimoni de caràcter etnològic i tradicional, el treball en xarxa i l'ús de les noves tecnologies per part d'aquesta institució.

## Descripció
La proposta de Potries quan va decidir crear aquest espai museòstic era doble, d'una banda, es pretenia activar el turisme cultural, recuperant i reactivant així de forma productiva espais i pràctiques de la cultura tradicional; i de l'altra, es volia potenciar la vinculació entre el veïnat del municipi i el seu patrimoni.
Aquest museu, concebut per a una petita població amb escassos mitjans, ha tingut sempre una destacada digitalització i exhibició del patrimoni etnològic, així hi ha una visita multimèdia al Museu Etnològic Àngel Domínguez de Potries, amb un recorregut virtual en 360° amb muntatge interactiu inclusiu, que permet l'accés a la visita des d'ordinadors, tauletes i mòbils.
L'edifici on hi ha el museu té un gran interès tipològic i ambiental. A la planta baixa, a dues mans, té un ampli passadís central, a la mida perquè passés un carro, hi ha un espai domèstic on es dona a conèixer les estances clàssiques amb el seu mobiliari original.

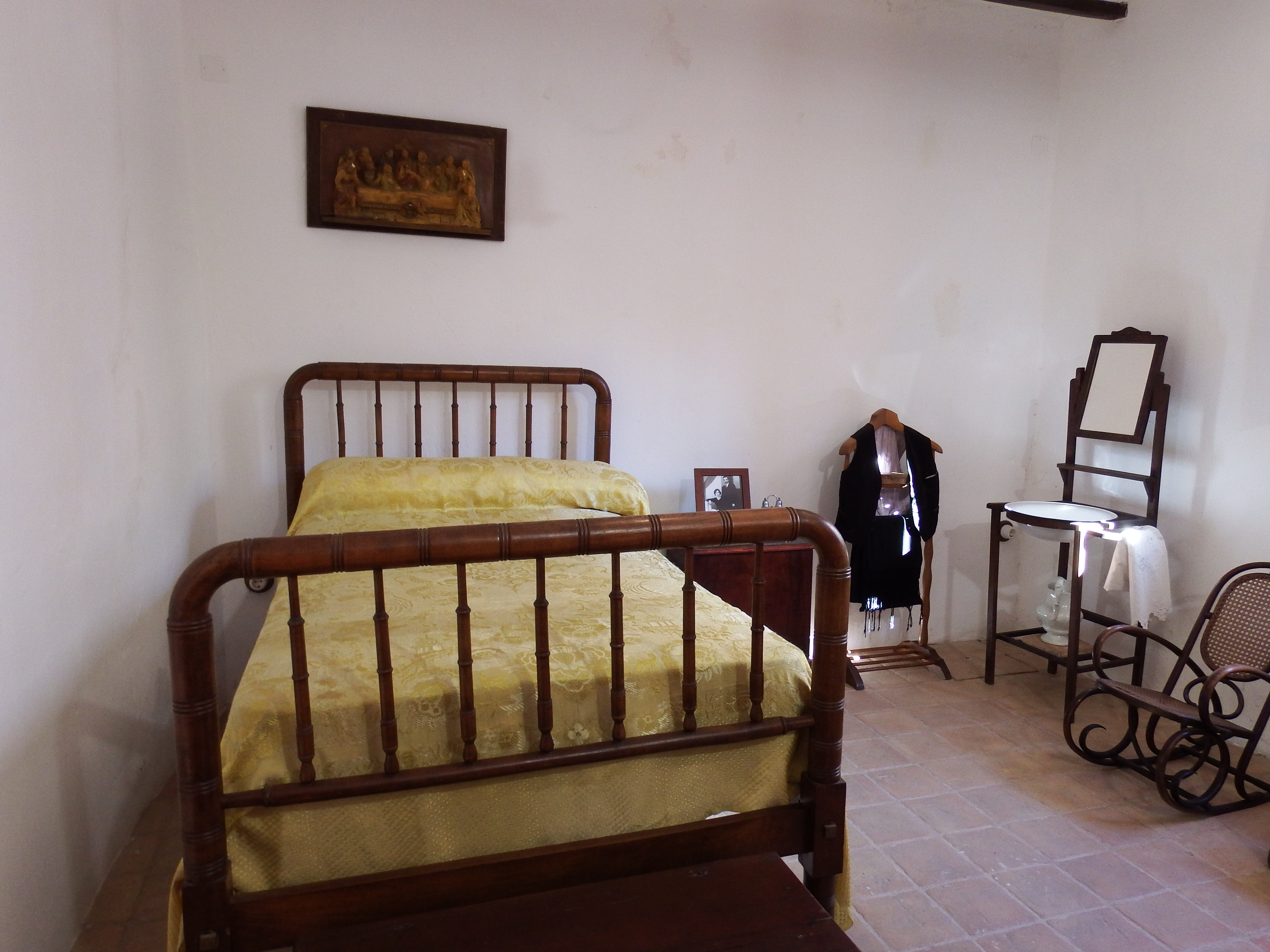
Habitació de la casa
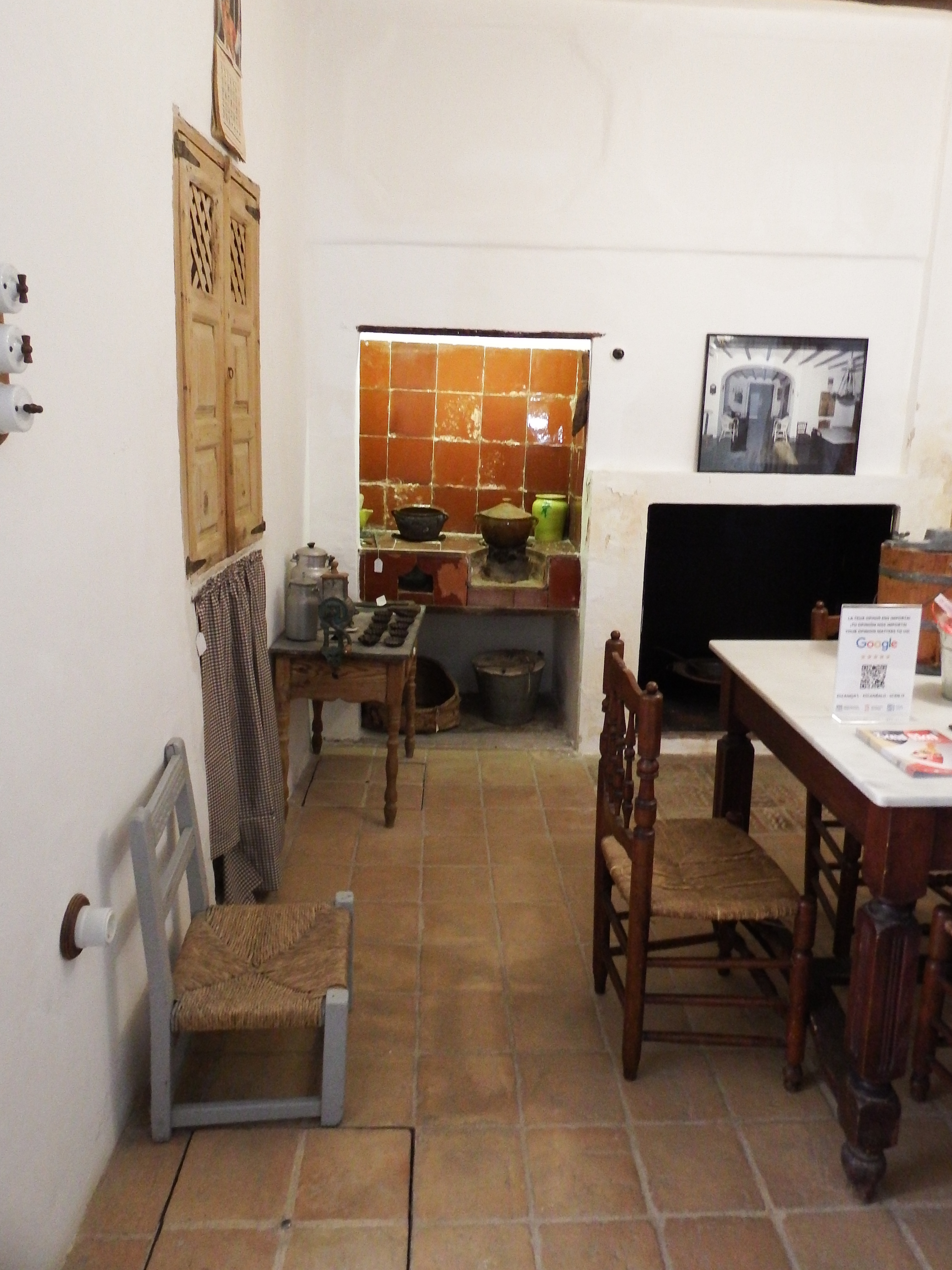
Cuina menjador de la casa
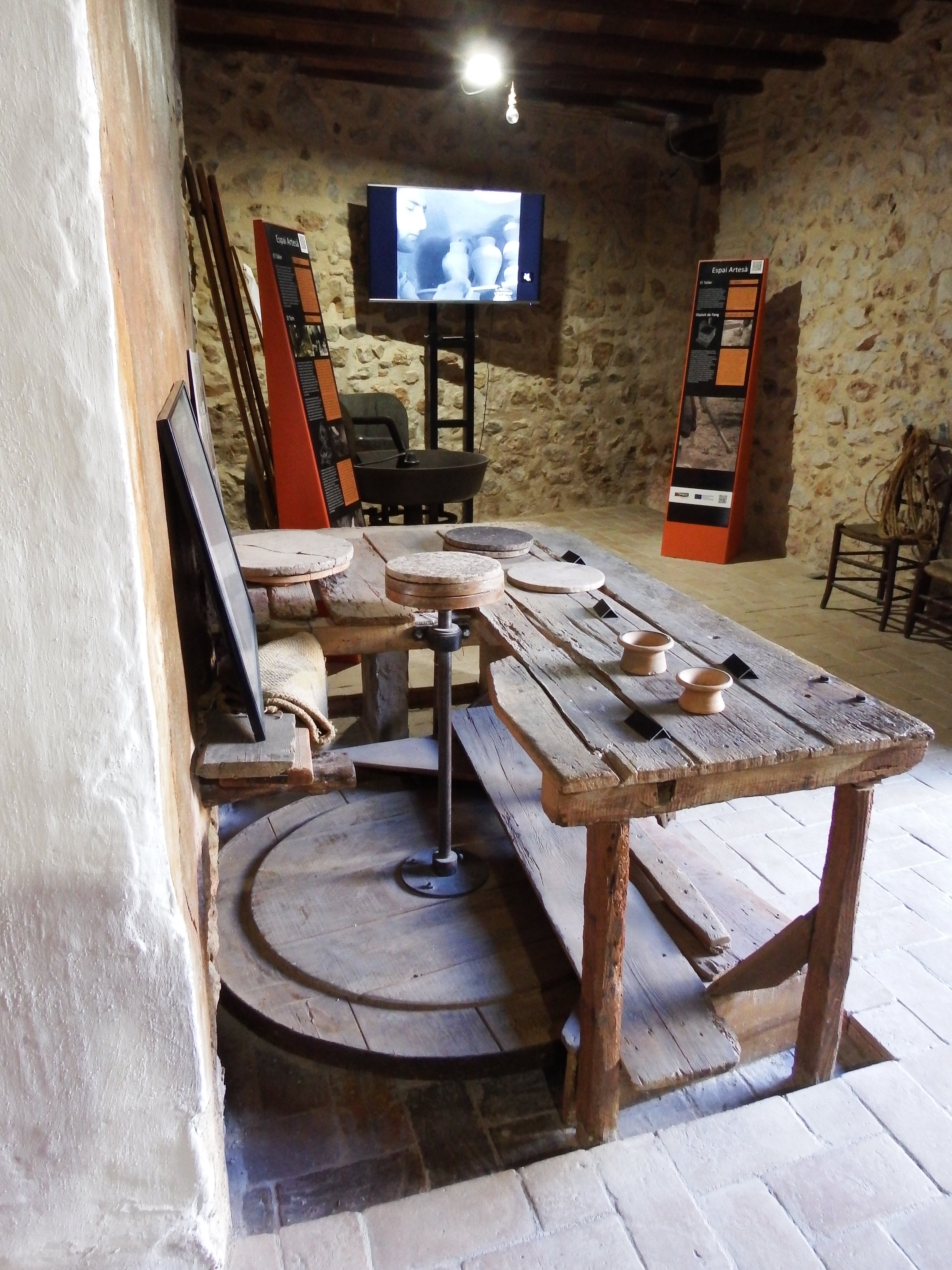
Taller en la planta baixa de la casa
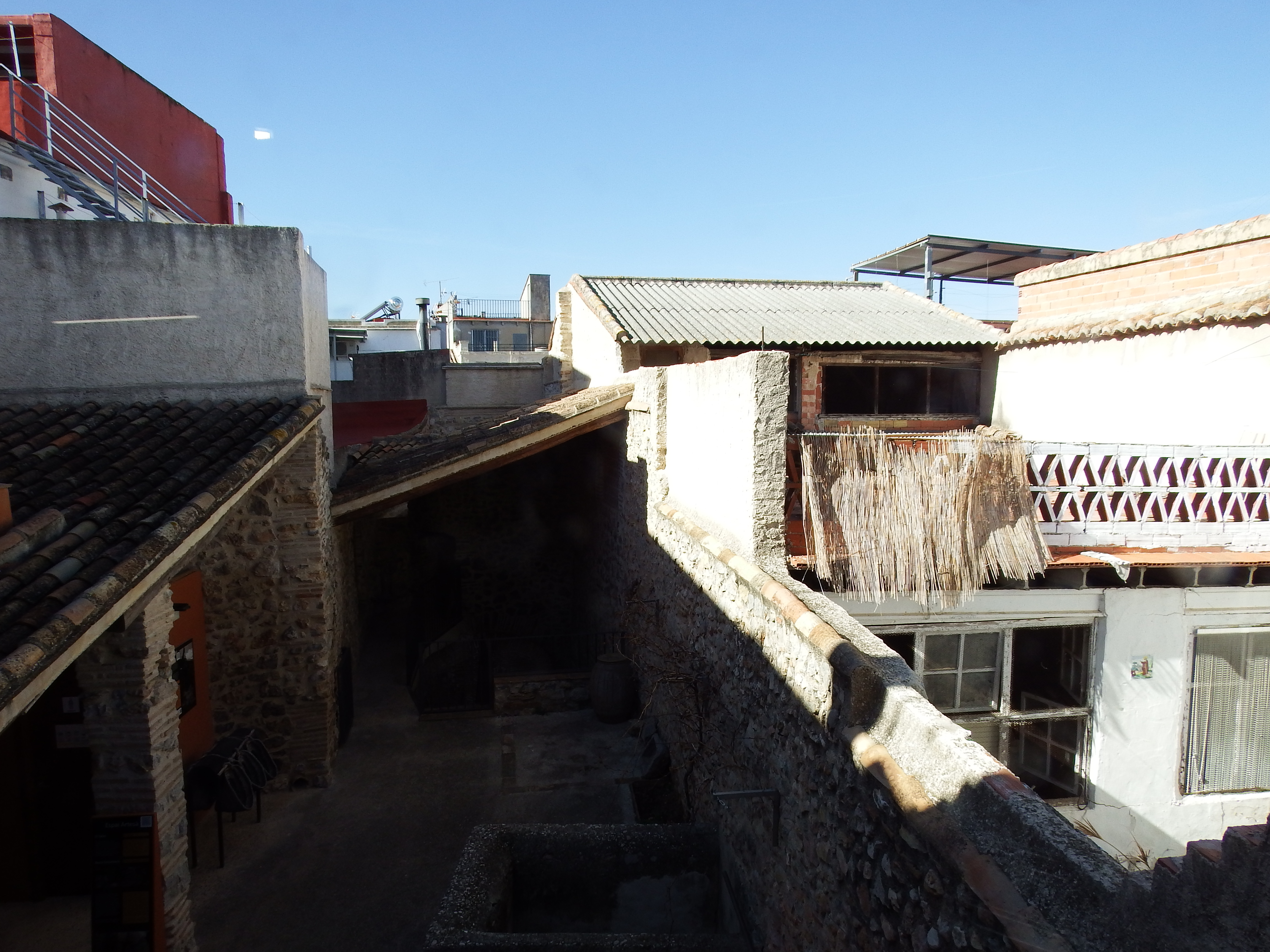
Imatge del corral amb las de basses aigua, llenyera i accés al forn
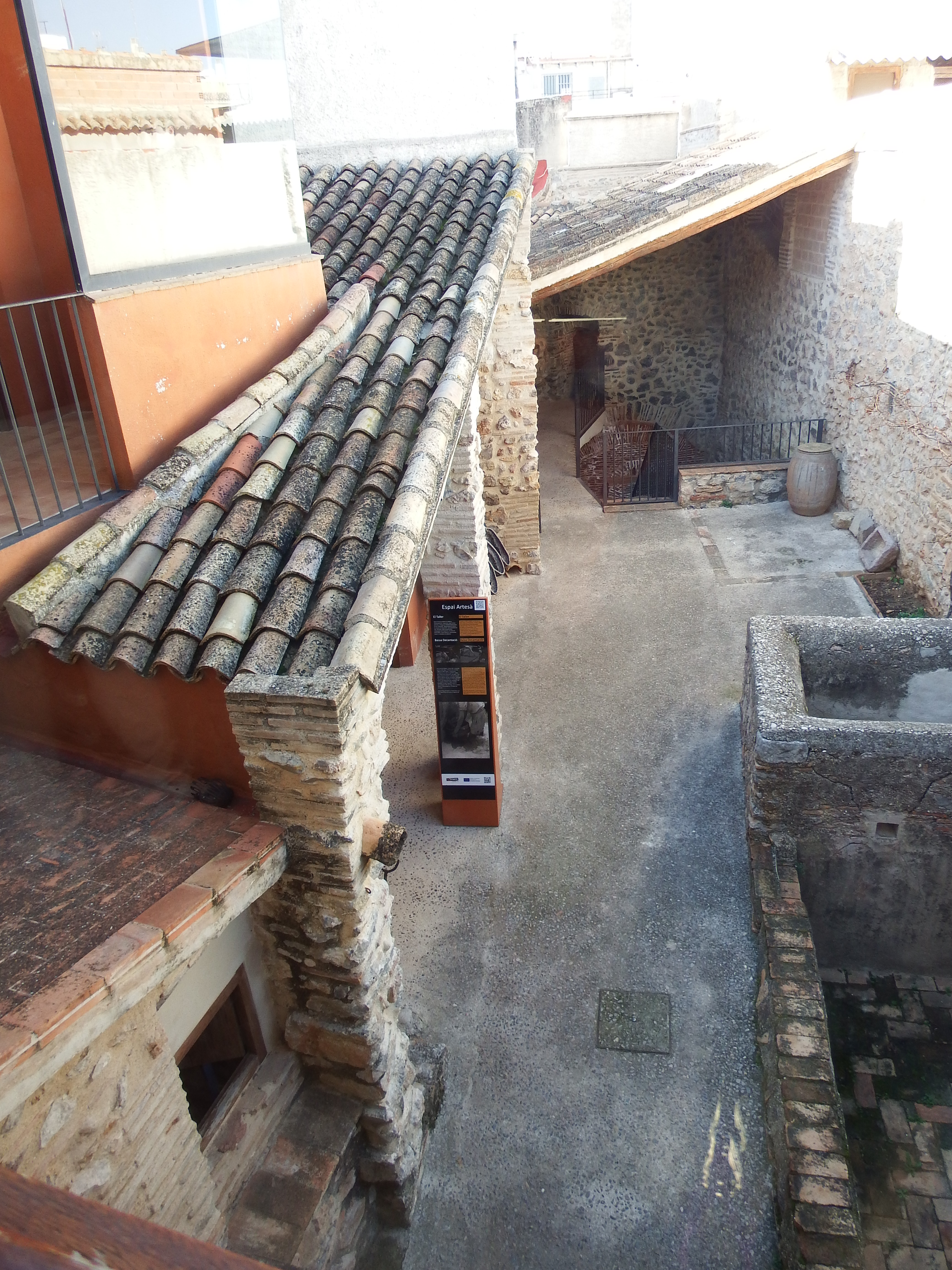
basses aigua i accés al forn al fons
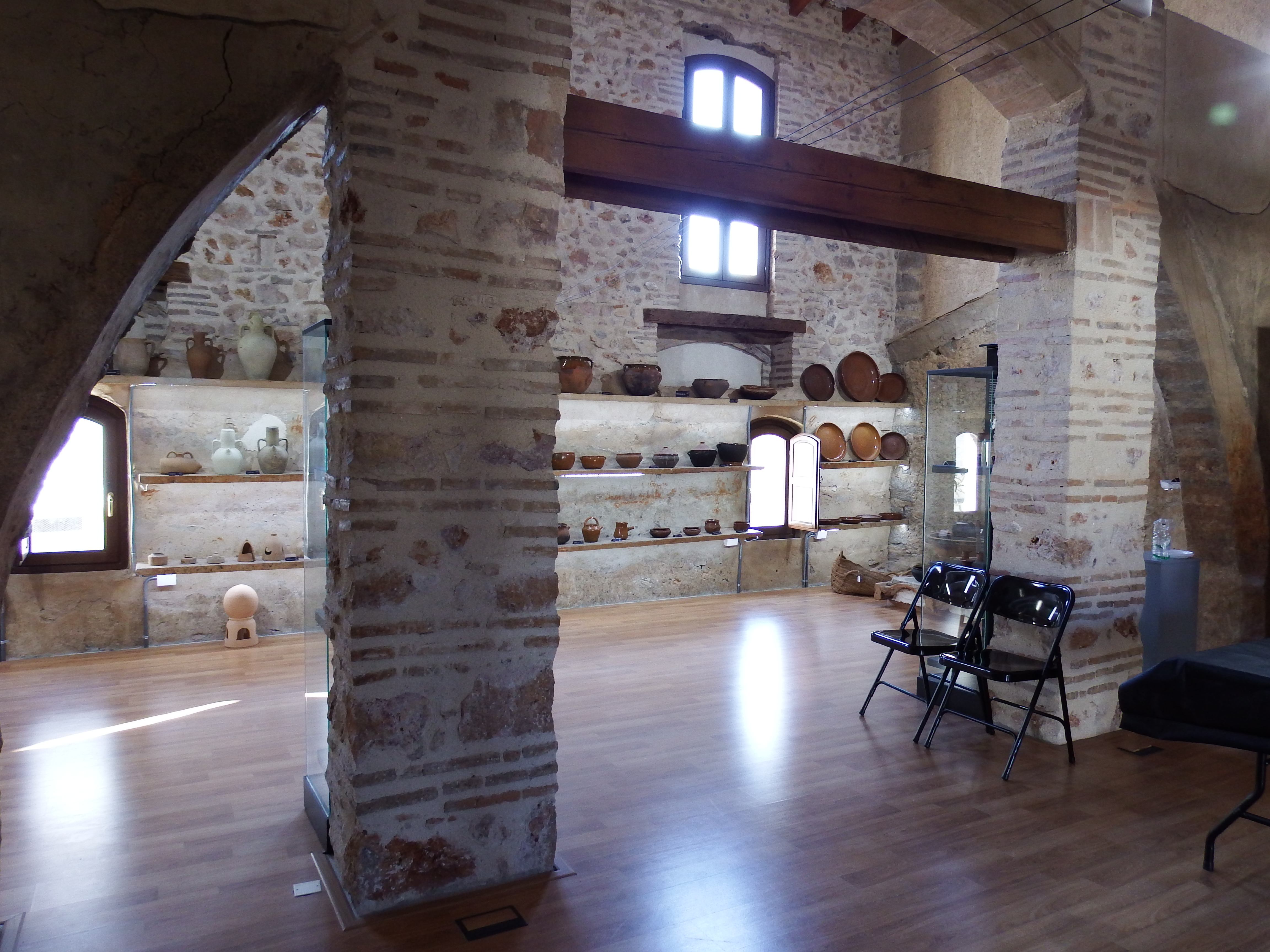
Peces del museu
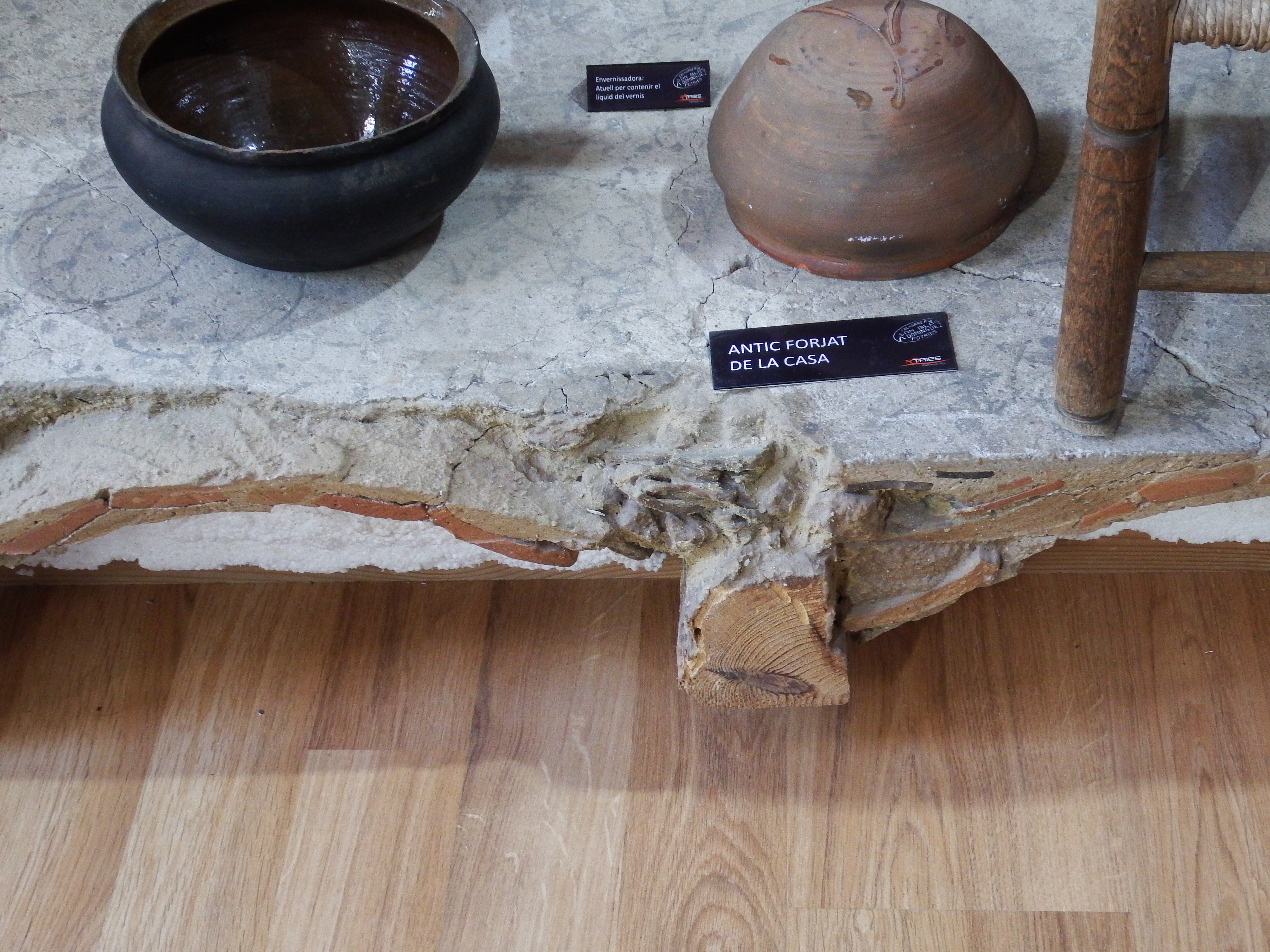
Detall peces artesanals
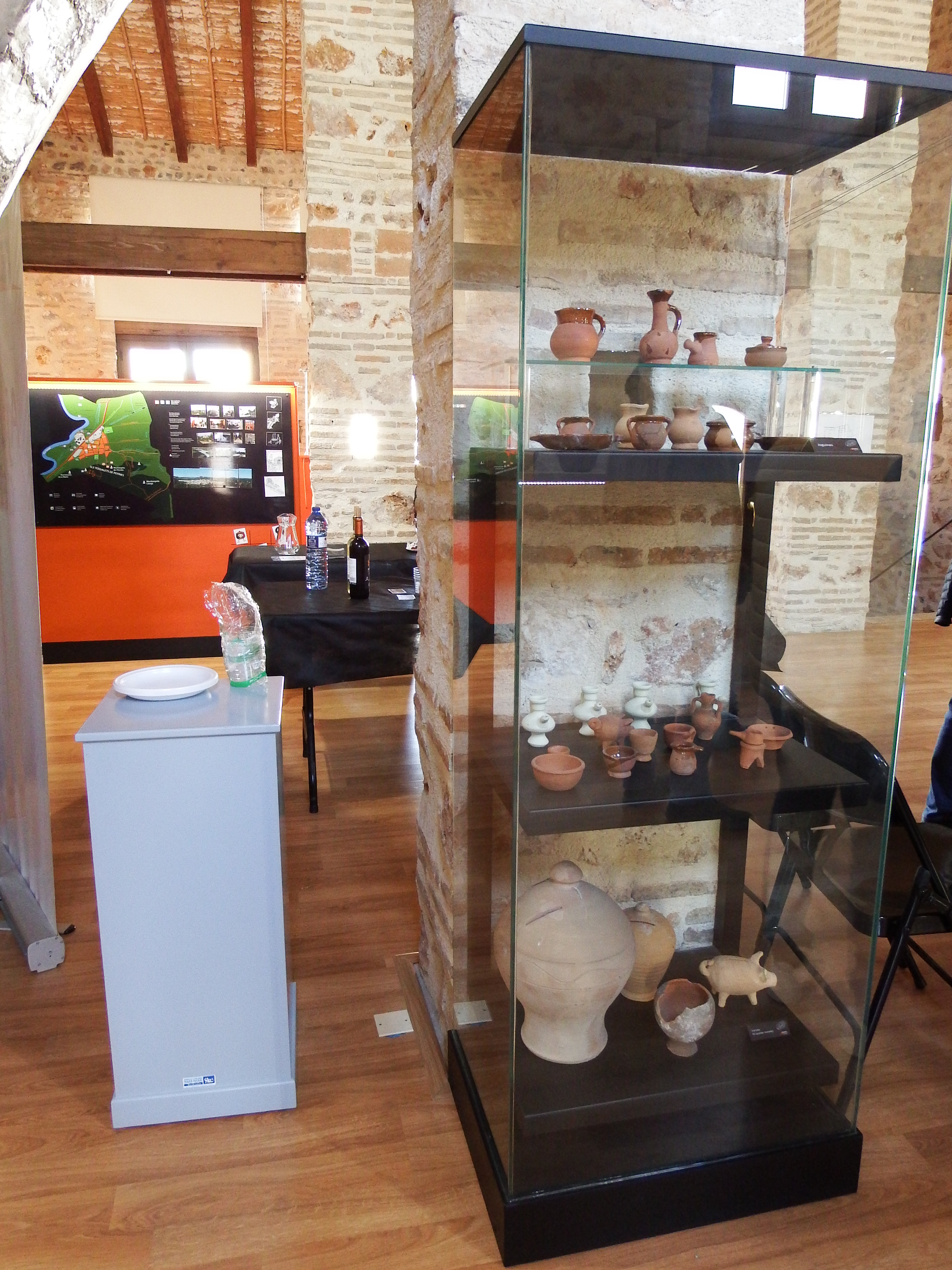
Interior del Museu
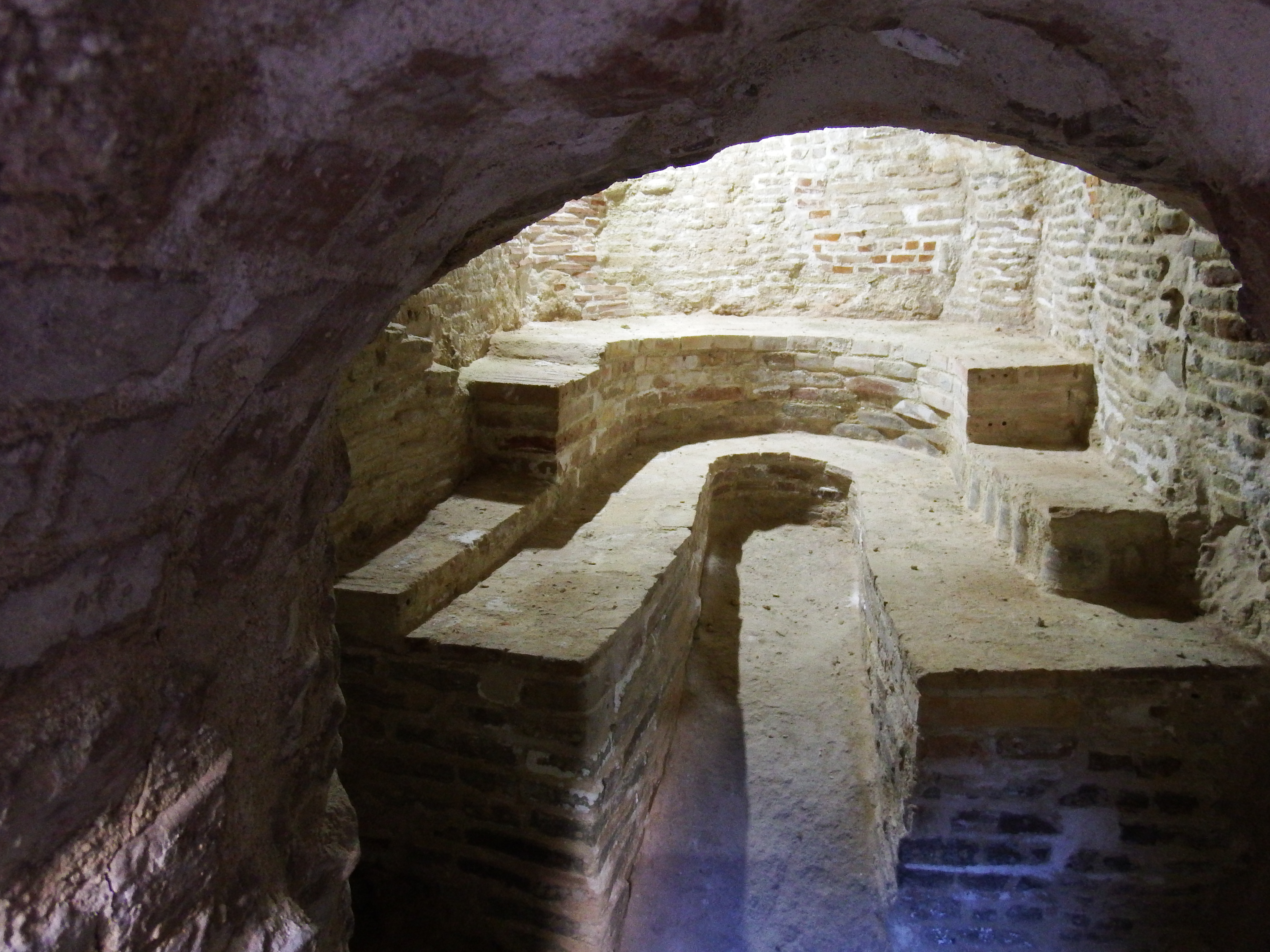
Interior del forn
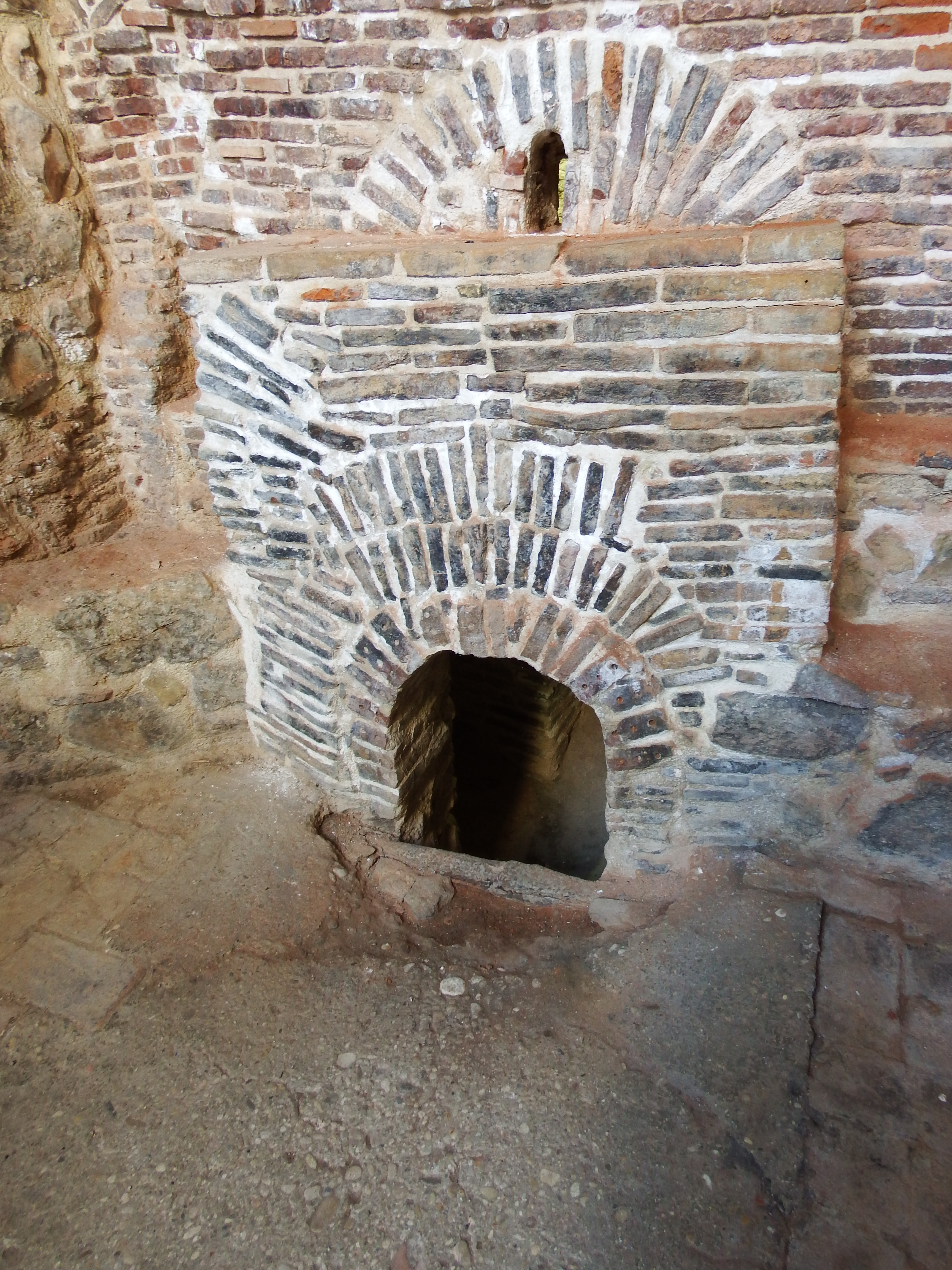
Accés de la llenya per escalfar el forn

A la primera i la segona crugia hi ha les estances de l'habitatge de la família terrissera, mentre que la tercera planta i la superior, juntament amb el pati i les cobertes, es dedicaven a l'activitat artesanal.
A la part superior, cambra, o golfes, els terrissers col·locaven les peces perquè seguissin assecant-se, per la qual cosa havia d'estar totalment a les fosques perquè el sol no afectés el vernís, ia més amb un terra de ciment perquè no traspassés la humitat.
Al sector artesanal de l'edifici es disposen bona part dels elements i utensilis emprats en el procés d'elaboració de la ceràmica, en perfecte estat de conservació.
El museu alberga també una col·lecció de materials ceràmics procedents de diferents jaciments arqueològics, que arriben des de la prehistòria fins a l'edat moderna, a més de produccions terrisseres contemporànies; així com objectes etnològics relacionats amb la vida rural i les activitats tradicionals del municipi.
Està organitzat en diferents àmbits: la casa tradicional, l'espai de vida (els artesans del fang), el procés d'elaboració de peces, la producció ceràmica de Potries i el seu desenvolupament històric.
Aquest museu es pot considerar l'element dinamitzador i catalitzador del projecte de desenvolupament turístic, aglutinant la resta d'activitats turístiques, ja que a més de donar a conèixer la vida d'un artesà de la ceràmica, és un centre d'informació turística de la resta d'ofertes que Potries ofereix al visitant.